# 日本列島三度笠
『日本列島三度笠』（にほんれっとうさんどがさ）は、1985年7月5日に発売された橋幸夫のオリジナルアルバム。LP（30RL-0002）とカセットテープ（30RM-0002)の2形式で発売された。

## 概要
橋幸夫の芸能生活25周年を記念して、リバスター音産より発売されたオリジナルアルバムシリーズの2作目。
北から南へ･･･痛快な仁義と唄で綴る股旅演歌12曲で構成されている。タイトル通り日本列島を縦断する構成となっている。作詞は全曲とも星野哲郎。作曲は日本を代表する12名の作家による豪華競作となっている。編曲は全曲とも斉藤恒夫。
参加した作曲家の一人平尾昌晃は「歌謡史上不滅の名作」とコメントしている。
ミニ写真集と作曲家とのツーショットやコメントを記したシートが付属している。

## 収録曲
A面
1. 北海の三度笠〈北海道〉　作曲：浜圭介
2. 奥州鴉〈岩手・宮城〉　作曲：鈴木淳
3. 磐梯仁義〈福島〉　作曲：森田公一
4. 咲太郎笠〈茨城〉　作曲：弦哲也
5. かるかや仁義〈新潟・長野〉　作曲：遠藤実
6. 中仙道ひとり笠〈長野・岐阜〉　作曲：猪俣公章

B面
1. 浪花残侠譜〈大阪〉　作曲：岡千秋
2. こんぴら渡り鳥〈香川〉　作曲：平尾昌晃
3. 流れ川仁義〈広島〉　作曲：市川昭介
4. 三年寝太郎〈山口〉　作曲：吉田正
5. 葉隠夫婦笠〈佐賀〉　作曲：三木たかし
6. 日向の放れ駒〈宮崎〉　作曲：小林亜星